# Corticarina boliviensis
Corticarina boliviensis es una especie de coleóptero de la familia Latridiidae.

## Distribución geográfica
Habita en Bolivia.